# Ctenomys porteousi
Ctenomys porteousi là một loài động vật có vú trong họ Ctenomyidae, bộ Gặm nhấm. Loài này được Thomas mô tả năm 1916.